# Luca Novelli
Luca Novelli (Milano, 7 ottobre 1947) è uno scrittore, disegnatore e giornalista italiano.

Autore di una lunga serie di libri di Scienze per ragazzi tradotti in 22 lingue. Collabora con Rai, WWF e una serie di musei e università.

## Biografia
(Corriere della Sera, 11/10/2002)
Si laurea nel 1971 in Scienze Agrarie all'Università Statale di Milano.
Durante gli anni settanta esordisce come autore di satira: nel 1971 pubblica la serie Histoyrettes sulla rivista Eureka nel 1971 alla quale segue nel 1974 la serie Il Laureato edita su quotidiani (Il Giorno, Il Messaggero) e altri periodici e, l'anno successivo, la serie Edenisti; la serie di strisce del Laureato verrà poi raccolto in volume da diversi editori come Bompiani, Arnoldo Mondadori Editore e Rizzoli Editore; dal1975 inizia a essere distribuito dalla Quipos, un'agenzia internazionale di distribuzione.
Verso la fine degli anni settanta inizia a produrre opere con tematiche scientifiche: nel 1978 pubblica con le Edizioni Ottaviano ad esempio "Viaggio al centro della cellula", una sorta di manuale di biologia a fumetti; nel 1983 segue, pubblicato da Mondadori, "Il mio primo libro sui computer", che verrà tradotto in 17 lingue. Con la stessa filosofia realizza alcune campagne di educazione sanitaria per aziende farmaceutiche come Bayer e Farmitalia.
Nel 1986 inizia a collaborare con la Rai, la televisione di stato italiana, ideando l'inserto scientifico Quack! per la trasmissione Pane e marmellata e per Il Corriere dei piccoli. Negli stessi anni realizza il volume La storia della chimica a fumetti e La storia naturale editi da Milano Libri e illustrati da Cinzia Ghigliano che verranno pubblicati anche in Francia e Grecia.
Tra il 1988 e il 1992 torna a lavorare per la Rai all'interno della redazione delle trasmissioni televisive di Enzo Biagi, per il quale cura e disegna le schede giornalistiche di Il Caso, Linea diretta e Una storia. Negli anni successivi, per Linea verde, realizza Il Lunario.
Nel 1992 scrive Professione Cartoonist in cui esplora il lavoro di otto colleghi: Altan, Osvaldo Cavandoli, Johnny Hart, Quino, Mordillo, Stano Kochan, Ro Marcenaro e il brasiliano Ziraldo. Tra il 1993 e il 1996 pubblica per Arnoldo Mondadori Editore una serie di libri di scienze divertenti: "Non rompeteci i frattali", "Dio ce la mandi buona", e "La donna ce l'ha più grosso, il cervello naturalmente".
Nel 1993 inventa il clone di Albert Einstein che debutta come cabaret scientifico al Festival della Scienza di Genova e diventa protagonista del libretto Ci vuole una fisica bestiale, seguito da Ho clonato lo zio Albert, editi da Comix in Italia e da Lappan Verlag in Germania. Nel 1998 pubblica, per Fabbri/RCS, una nuova serie di libri per ragazzi, La banda del DNA. Una serie di avventure scientifiche capeggiate dal Professor Pastrocchi, che diventano anche un progetto di serie animata TV per Rai Fiction, Alla ricerca della coda perduta, C'è un triceratopo in cantina e Il primo gatto non si scorda mai.
Dal 1992 al 2002 è direttore del periodico di grafica e design G&D, ruolo che gli permette di incontrare e intervistare molti personaggi del mondo del disegno e del design, da Bruno Munari a Ettore Sottsass, da Alessandro Mendini a Milton Glaser. Insieme a Ro Marcenaro e a Tinin Mantegazza promuove l'iniziativa di un Manifesto degli scrittori del segno che culminerà con una mostra a Palazzo Sormani nel 2003
Nel 2000, dopo aver realizzato una biografia di Alessandro Volta per il Centro di cultura scientifica Alessandro Volta di Como, dà inizio alla serie Lampi di Genio per Editoriale Scienza: ad Einstein e Darwin, seguono Volta, Galileo, Ippocrate, Archimede, Leonardo, Mendel, Lavoisier, Newton, Magellano e Tesla. La serie viene tradotta in 15 lingue. Nel 2008 Rai Educational ne realizza una versione televisiva con il titolo Lampi di Genio in Tv nel quale l'autore ha anche il ruolo di conduttore. La collana ha ricevuto il premio Un libro per l'ambiente da Legambiente.
Nel 2004, con il patrocinio del WWF e del Comitato italiano della ICOM (International Council of Museums-UNESCO) Luca Novelli dà il via al progetto Charles Darwin/Second voyage around the world. Dal progetto sono nati tre libri, In viaggio con Darwin, pubblicati in vari paesi del mondo, dalla Cina alla Spagna, dalla Germania alla Corea del Sud.
Nel 2010 è stata realizzata la seconda serie televisiva di Lampi di Genio in Tv, sempre per Rai Edu.

## Premi e riconoscimenti
- 2001: Nazionale Legambiente — Un libro per l'ambiente. Riconoscimento alla carriera per la produzione di libri di divulgazione per ragazzi
- 2004: Premio Andersen Migliore autore di divulgazione scientifica
- 2004: Premio Nazionale Legambiente - un libro per l'ambiente per la collana Lampi di Genio
- 2011: Premio Leonardo per la Comunicazione
- 2017: Premio Speciale Gianni Rodari, Città di Omegna

## Opere
- Copernico e il vero centro delľ universo,Editoriale Scienza, Lampi di Genio, 2025
- Plinio e gli ultimi giorni di Pompei, Editoriale Scienza, Lampi di Genio, 2024, ISBN 9788893932967
- Fibonacci il vero mago dei numeri, Editoriale Scienza, Lampi di Genio, 2024, ISBN 9788893932660
- Michelangelo architetto delle meraviglie, Editoriale Scienza, Lampi di Genio, 2023, ISBN 9788893932240
- Ciao sono acqua, vera storia di un’amica fluida e giramondo, Valentina Edizioni, I Genietti 2023, ISBN 9791280891242
- Ciao sono aria, vera storia di una signora praticamente invisibile, Valentina Edizioni, I Genietti 2023 , ISBN 9791280891235
- Rachel Carson e la primavera dell’ecologia, Editoriale Scienza, Lampi di Genio, 2022, ISBN 9788893931847
- Pasteur e il virus assassino, Editoriale Scienza, Lampi di Genio, 2022, ISBN 9788893931649
- Breve storia della Libertà, Valentina Edizioni, I Pensierosi 2022, ISBN 9788894856682
- Breve storia della Amicizia, Valentina Edizioni, I Pensierosi 2021, ISBN 9788894856699
- Breve storia della Felicità, Valentina Edizioni, I Pensierosi 2021, ISBN 9788894856675.
- Ciao sono Sole. Vera storia di un Grande Fratello, Valentina Edizioni, I Genietti, 2019, ISBN 9788894856248
- Dante e le infernali scienze, Editoriale Scienza, Lampi di Genio, 2021, ISBN 9788893930956
- Marco Polo e l’incredibile Milione, Editoriale Scienza, Lampi di Genio, 2021, ISBN 9788893930529
- Hawking e il mistero dei buchi neri, Editoriale Scienza, Lampi di Genio, 2019, ISBN 9788893930024
- Geniale come Leonardo, Giunti, 2019, ISBN 9788809875739.
- Ciao sono Luna, Vera storia di una grande sorella extraterrestre, Valentina Edizioni, I genietti, 2019, ISBN 9788894856231
- Eureka!, Editoriale Scienza, Lampi di genio, 2018, ISBN 9788873079460
- Il Ponte di Adamo, Francesco Brioschi Editore, 2018, Postfazione di Telmo Pievani. ISBN 9788899612269
- Aristotele, il prof di Alessandro il Grande, Editoriale Scienza, Lampi di Genio, 2018, ISBN 9788873079385
- Ciao sono Futura, Valentina Edizioni, I genietti, 2017, ISBN 8894856003
- Ciao sono Micro, Valentina Edizioni, I genietti, 2017, ISBN 9788897870975
- Ciao sono Robot, Valentina Edizioni, I genietti, 2017, ISBN 9788897870876
- Tesla e la macchina a energia cosmica, Editoriale Scienza, Lampi di genio, 2016. ISBN 9788873078418
- Ciao, sono Tempo, Valentina Edizioni, I genietti, 2016, ISBN 9788897870845
- Ciao, sono Gea, Valentina Edizioni, I genietti, 2016, ISBN 9788897870760
- Ciao, sono Zero, Valentina Edizioni, I genietti, 2015, ISBN 9788897870654
- Wegener, l'uomo che muoveva i continenti, Editoriale Scienza, Lampi di genio, 2015. ISBN 88-7307-731-5
- Lorenz e il segreto di Re Salomone, Editoriale Scienza, Lampi di genio, 2014. ISBN 978-88-7307-689-6
- 100 lampi di genio che hanno cambiato il mondo, Editoriale Scienza - 2012, ISBN 978-88-7307-456-4
- Dizionario illustrato di scienza (la Novellina), Editoriale Scienza - 2011, ISBN 88-7307-539-8, ISBN 9788873075394
- Pitagora e il numero maledetto, Editoriale Scienza, Lampi di genio - 2012, ISBN 88-7307-600-9, 9788873076001
- Marie Curie e i segreti atomici svelati, Editoriale Scienza 2011. ISBN 978-88-7307-547-9
- I fratelli Lumière. La straordinaria invenzione del Cinema. Editoriale Scienza 2010. ISBN 978-88-7307-472-4
- L'Ipotesi Fitzroy, RCS Libri - Rizzoli 2011, ISBN 978-88-17-05126-2
- In viaggio con Darwin 3, RCS Libri - Rizzoli, 2008, Prefazione di Giulio Giorello. ISBN 978-88-17-02760-1
- In viaggio con Darwin 2, RCS Libri - Narrativa Fabbri Editori 2007, ISBN 978-88-451-4410-3
- In viaggio con Darwin, RCS libri - Narrativa Fabbri Editori, 2006, ISBN 978-88-17-04337-3
- Magellano e l'oceano che non c'era, Editoriale Scienza, Lampi di genio - 2009, ISBN 978-88-7307-442-7
- L'uomo che ci regalò il suo scheletro, Editoriale Scienza/museo di anatomia umana della città di Torino, 2007, ISBN 978-88-7307-410-6
- Alla ricerca della frutta perduta, Editoriale Scienza/ Museo della Frutta, Torino 2007, ISBN 978-88-7307-379-6
- Il professor Varietà, Editoriale Scienza/ WWF, 2007, ISBN 978-88-7307-392-5
- Newton e la formula dell'antigravità, Editoriale Scienza, Lampi di genio - 2008, ISBN 978-88-7307-394-9
- Lavoisier e il mistero del quinto elemento, Editoriale Scienza, Lampi di genio - 2007, ISBN 978-88-7307-353-6
- Edison per inventare di tutto e di più, Editoriale Scienza, Lampi di genio - 2006, ISBN 88-7307-511-8, 9788873075110
- Ippocrate medico in prima linea, Editoriale Scienza, Lampi di genio - 2005, ISBN 978-88-7307-281-2
- Archimede e le sue macchine da guerra, Editoriale Scienza, Lampi di genio - 2003, ISBN 8873072372,
- Leonardo e la penna che disegna il futuro, Editoriale Scienza, Lampi di genio - 2003, ISBN 978-88-7307-271-3
- Mendel e l'invasione degli OGM, Editoriale Scienza, Lampi di genio, 2003, ISBN 978-88-7307-254-6
- Galileo e la prima Guerra Stellare, Editoriale Scienza, Lampi di genio - 2002, ISBN 978-88-7307-222-5
- Volta e l'anima dei robot, Editoriale Scienza, Lampi di genio - 2002, ISBN 88-7307-232-1
- Darwin e la vera storia dei dinosauri, Editoriale Scienza, Lampi di genio - 2001, ISBN 88-7307-187-2
- Einstein e le macchine del tempo, Editoriale Scienza, Lampi di genio - 2001, ISBN 88-7307-186-4
- Ci siam fatti il sito, Bompiani, 1999, Prefazione di Ugo Volli ISBN 978-88-452-4130-7
- Una macchina di nome Darwin, Delfini/Fabbri, 2006, Postfazione di Antonio Faeti ISBN 978-88-451-1884-5
- C'è un triceratopo in cantina, Fabbri, 2004, Postfazione di Antonio Faeti ISBN 978-88-451-8038-5
- Il primo gatto non si scorda mai, Delfini/Fabbri, 2003, postfazione di Antonio Faeti ISBN 978-88-451-8231-0
- Alla ricerca della coda perduta, Delfini, Bompiani, 1997, Prefazione di Antonio Faeti, ISBN 88-452-3205-0
- Ho clonato lo zio alberto, COMIX, 1997, ISBN 88-8193-020-X
- Ci vuole una fisica bestiale, COMIX Franco Cosimo Panini, 1993, ISBN 88-7686-271-4
- La donna ce l'ha più grosso: (Il cervello naturalmente), Mondadori, 1996, ISBN 8804409827
- Dio ce la mandi buona: il primo libro che fa passare la voglia di ammalarsi, Mondadori, 1994, ISBN 88-04-37357-1
- Non rompeteci i frattali, Mondadori, 1993, ISBN 88-04-36740-7
- Manuale d'innamoramento, Glenat Italia, Rizzoli, 1996
- Manuale del laureato, Glenat Italia, Rizzoli, 1998, ISBN 88-7811-065-5
- Professione Cartoonist, Ikon Editrice, 1993, ISBN 88-8037-036-7
- La grande della storia della comunicazione, Glenat Italia, 1990, ISBN 88-7811-097-3
- La storia naturale, storia della biologia a fumetti da Aristotele al DNA, Rizzoli Milano libri, 1989, ISBN 978-88-17-81119-4
- Piccola storia della medicina, CNM Edizioni Scientifiche, 1988
- Le macchine pensanti, Mondadori, 1987, ISBN ISBN 88-04-29963-0
- Pianeta cellula, Mondadori, 1986, ISBN 88-04-30505-3
- Le macchine pensanti, Mondadori, 1986
- I fantastici mondi di LOGO, Mondadori, 1985
- Il mio primo dizionario dei computer, Mondadori, 1984
- Storia della chimica a fumetti, Milano Libri Edizioni, 1984, (eBook 2014. ISBN 978-88-524-0215-9)
- Il mio primo libro di Basic, Mondadori, 1984
- Il mio primo libro sui computer, Mondadori, 1983
- Il laureato, Mondadori, 1980
- Ecologia fumetti, Ottaviano, 1981
- E adesso dottore?, Bompiani, 1979, Prefazione di Ferruccio Alessandri
- Viaggio al centro della cellula, Ottaviano, 1978
- Gli Edenisti, Edizioni Dardo, 1975